# 쿠바탕

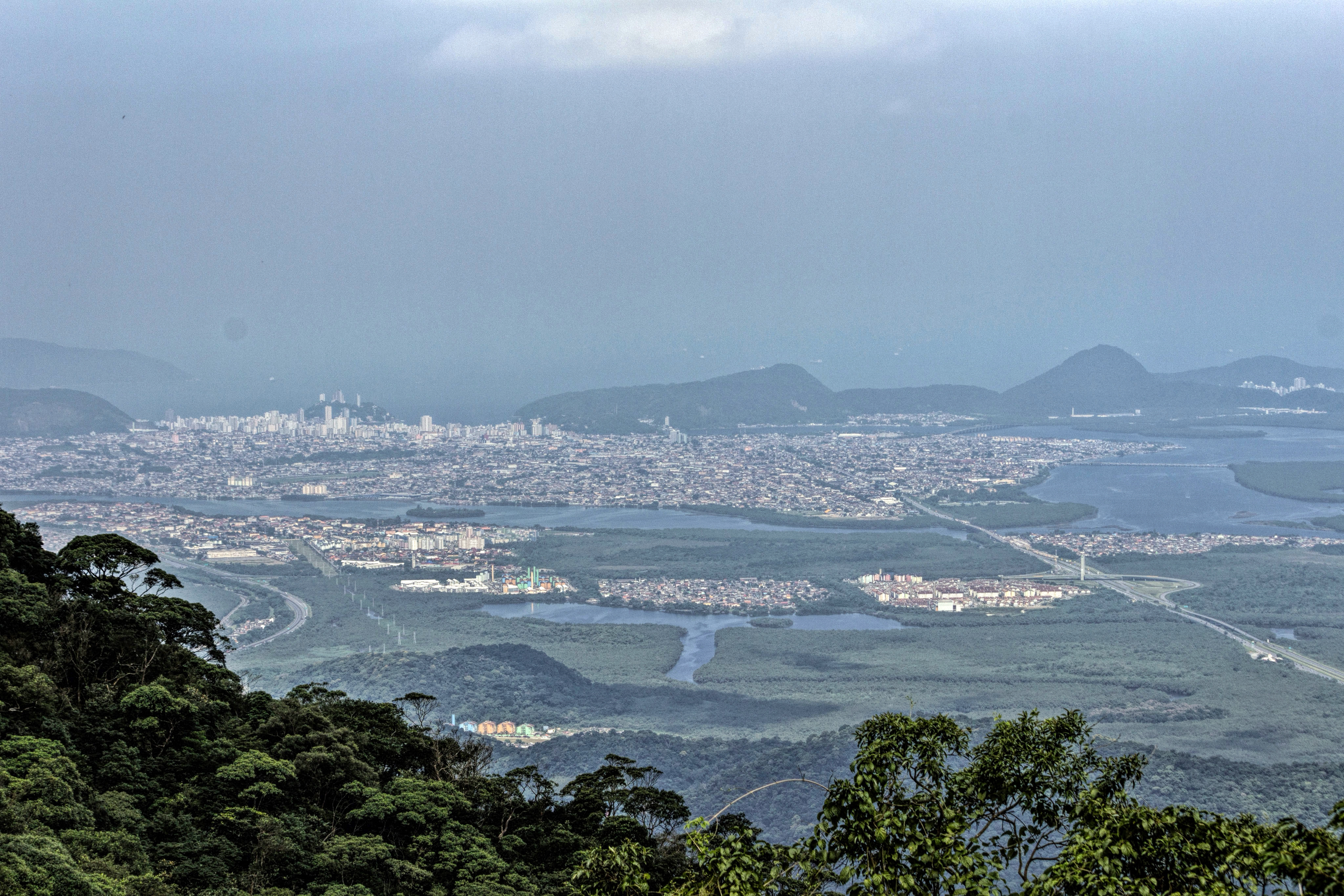
쿠바탕

쿠바탕의 위치

쿠바탕(포르투갈어: Cubatão)은 브라질 상파울루주의 도시로 면적은 142.281km2, 높이는 4m, 인구는 120,271명(2007년 기준), 인구 밀도는 845.31명/km2이다. 도시가 설립된 시기는 1833년 4월 9일이다. 라틴아메리카에서 가장 큰 항구 도시인 산투스에서 12km 정도 떨어진 곳에 위치한다. 정유 공장, 제철소, 비료 공장 등 24개에 달하는 산업 시설이 들어서 있다.